# Friedrich Hirzebruch
Friedrich Ernst Peter Hirzebruch (Hamm, Renania del Norte-Westfalia, 17 de octubre de 1927 - 27 de mayo de 2012) fue un matemático alemán que trabajó en los campos de la topología, variedad compleja y geometría algebraica, y fue una figura destacada de su generación. Hirzebruch fundó la Sociedad Matemática Europea. 
Estudió en la Universidad de Münster entre 1945 y 1950, con un año en ETH Zürich. A continuación, tuvo una posición en la Universidad de Erlangen, en seguida, entre los años 1952 y 1954 en el Instituto de Estudios Avanzados de Princeton, Nueva Jersey. Después de un año en la Universidad de Princeton (1955-1956), fue nombrado profesor en la Universidad de Bonn, donde llegó a ser director del Instituto Max Planck de Matemáticas en 1981. Más de 300 personas participaron en el evento en la ceremonia de su 80.º cumpleaños en Bonn en 2007.
El teorema Hirzebruch-Riemann-Roch (1954) para las variables complejas fue un avance importante y rápidamente pasó a formar parte de los principales acontecimientos en torno al clásico teorema Riemann-Roch; también fue un precursor del teorema índice Atiyah-Singer. El libro de Hirzebruch Neue topologische Methoden in der algebraischen Geometrie (1956) fue un texto básico para los «nuevos métodos» de la teoría de haces, en geometría algebraica compleja. Él se fue para escribir los documentos fundacionales en topológica teoría K con Michael Atiyah, y colaborar con Armand Borel sobre la teoría de las clases características. En su obra posterior se ofreció una detallada teoría modular de las superficies de Hilbert, en colaboración con Don Zagier.
Hirzebruch fue miembro extranjero de numerosas academias y sociedades, incluidas la Royal Society británica, Academia Nacional de Ciencias de Estados Unidos, la Academia rusa de las Ciencias y la Academia Francesa de Ciencias.

## Honores
Entre muchos otros honores, Hirzebruch fue galardonado con el Premio Wolf en Matemáticas en 1988, la Medalla Lobachevsky en 1989. 
El gobierno de Alemania le concedió la Orden del Mérito de la República Federal en 1993 y el gobierno de Japón la Orden del Sagrado Tesoro en 1996.
Hirzebruch recibió la Medalla Cantor en 2004.